# Fiesta de la Inmaculada Concepción
La Fiesta de la Inmaculada Concepción,  Solemnidad de la Inmaculada Concepción, también llamada Día de la Inmaculada Concepción, celebra la sin pecado y la Inmaculada Concepción de la Santísima Virgen María el 8 de diciembre, nueve meses antes de la fiesta de la Natividad de María, celebrada el 8 de septiembre. Es una de las fiestas marianas más importantes del calendario litúrgico de la Iglesia católica que se celebra en todo el mundo.
Por decreto pontificio, es la fiesta patronal de Argentina, Brasil, Chile, Italia, Corea, Nicaragua, Paraguay, Filipinas, España, Estados Unidos y Uruguay. Por real decreto, se designa como día en honor de la patrona de Portugal. Lo celebran la Iglesia católica y algunas confesiones cristianas protestantes.
Desde 1953, el Papa visita la Columna de la Inmaculada Concepción en la Piazza di Spagna en Roma para ofrecer oraciones expiatorias en conmemoración del solemne acontecimiento.
La fiesta se solemnizó por primera vez como  día de precepto. el 6 de diciembre de 1708 bajo la Bula Papal Commissi Nobis Divinitus  por el Papa Clemente XI y a menudo se celebra con una Misa, desfiles, fuegos artificiales, procesiones, comida y festividades culturales en honor de la Santísima Virgen María y generalmente se considera un «Día de la familia», especialmente en muchos  países católicos piadosos. 

## Historia
La Cristiandad oriental celebró por primera vez una "Fiesta de la Concepción de la Santísima y Purísima Madre de Dios" el 9 de diciembre, quizás ya en el siglo V en Siria. El título original de la fiesta se centraba más específicamente en  santa Ana, denominándose Sylepsis tes hagias kai theoprometoros Annas ("concepción de Santa Ana, la antepasada de Dios"). En el siglo VII, la fiesta ya era ampliamente conocida en Oriente. Sin embargo, cuando la Iglesia oriental llamaba a María Achrantos ("sin mancha", "inmaculada"), no se definía la doctrina.
La mayoría de los cristianos ortodoxos no aceptan la definición Escolástica de la preservación de María del pecado original antes de su nacimiento, tal como se definió posteriormente en la Iglesia occidental tras el Gran Cisma de 1054. Después de que la fiesta se trasladara a la Iglesia occidental en el siglo VIII, comenzó a celebrarse el 8 de diciembre. Se extendió desde la zona del Imperio Bizantino del sur de Italia hasta Normandía durante el periodo de dominio normando sobre el sur de Italia. Desde allí se extendió a Inglaterra, Francia, Alemania y, finalmente, Roma.
En 1568, el papa Pío V revisó el Breviario romano, y aunque a los franciscanos se les permitió conservar el Oficio y la Misa escritos por Bernardino dei Busti, este oficio fue suprimido para el resto de la Iglesia, y en su lugar se sustituyó el oficio de la «Natividad de la Santísima Virgen», sustituyéndose la palabra "Concepción" por "Natividad".
Según la Bula Papal Commissi Nobis Divinitus, fechada el 6 de diciembre de 1708, el Papa Clemente XI dispuso la fiesta como Día Santo de oligación que debe ser celebrado en años futuros por los fieles. Además, el pontífice solicitó que la bula papal fuera  notariada en la Santa Sede para ser posteriormente copiada y reproducida para su difusión.
Antes de que el papa Pío IX definiera la Inmaculada Concepción como dogma católico en 1854, la mayoría de los misales se referían a ella como la Fiesta de la Concepción de la Bienaventurada Virgen María. Los textos festivos de este periodo se centraban más en la acción de su concepción que en la cuestión teológica de su preservación del pecado original. Un misal publicado en Inglaterra en 1806 indica que la misma  Colecta para la fiesta de la «Natividad de la Bienaventurada Virgen María» se utilizaba también para esta fiesta.
El primer movimiento hacia la descripción de la concepción de María como "inmaculada" se produjo en el siglo XI. En el siglo XV, el papa Sixto IV, al tiempo que promovía la festividad, toleró explícitamente tanto las opiniones de quienes la promovían como la Inmaculada Concepción como las de quienes cuestionaban tal descripción, postura que más tarde respaldó el Concilio de Trento.
El propio para la fiesta de la Concepción de la Bienaventurada Virgen María en el Misal de Sarum medieval se limita a abordar el hecho de su concepción.
La colecta para la fiesta dice:
O Dios, escucha misericordioso la súplica de tus siervos reunidos en la Concepción de la Virgen Madre de Dios, que por su intercesión seamos librados por Ti de los peligros que nos acechan.

## En la Iglesia católica

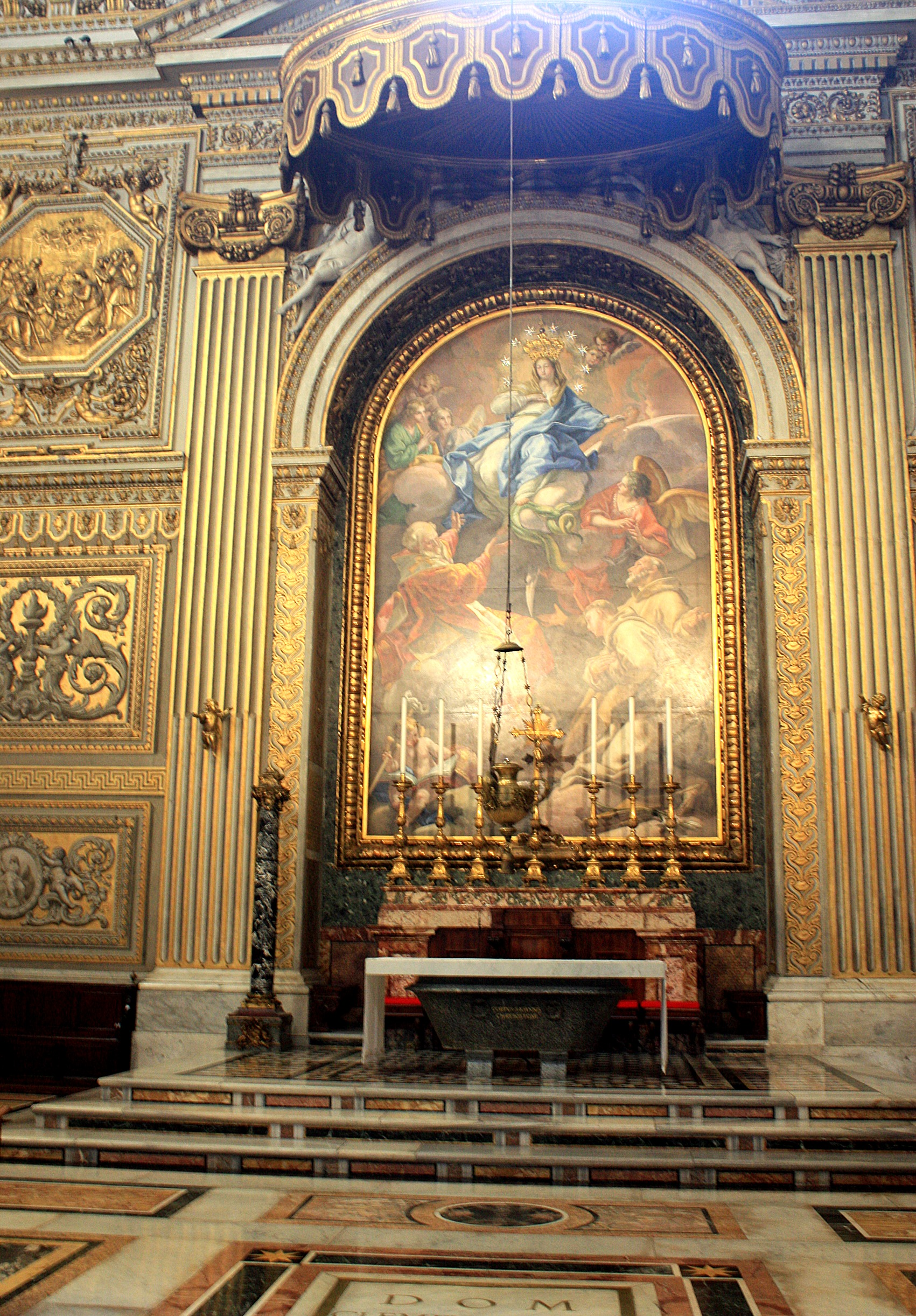
Notable imagen de la Inmaculada Concepción venerada en el interior de la Basílica de San Pedro. Fue coronada canónicamente por los papas Pío IX (1854) y Pío X (1904).

El Papa Pío IX, el 8 de diciembre de 1854, promulgó la Constitución apostólica Ineffabilis Deus:

La Santísima Virgen María, en el primer instante de su concepción, por singular gracia y privilegio concedidos por Dios omnipotente, en atención a los méritos de Jesucristo, salvador del género humano, fue preservada libre de toda mancha de pecado original.<

Según las Normas universales sobre el año litúrgico y el calendario, la solemnidad de la Inmaculada Concepción no puede sustituir a un domingo de Adviento; si el 8 de diciembre cae en domingo, la solemnidad se traslada al lunes siguiente. (En algunos países, entre ellos Estados Unidos, la obligación de asistir a misa no se traslada. ) El Código de las rúbricas de 1960, todavía observado por algunos de acuerdo con Summorum Pontificum', da preferencia a la fiesta de la Inmaculada Concepción incluso sobre un domingo de Adviento.

## Ortodoxia oriental
La Iglesia ortodoxa no acepta el dogma católico  de la Inmaculada Concepción. En consecuencia, celebran el 9 de diciembre la "Fiesta de la Concepción por Santa Ana de la Santísima Theotokos". 
Aunque los ortodoxos creen que la Virgen María estaba, desde su concepción, llena de toda  gracia del Espíritu Santo, en vista de su vocación como  Madre de Dios, no enseñan que fuera concebida sin pecado original, ya que su comprensión y terminología de la doctrina del pecado original difiere de la articulación católica. Los ortodoxos, sin embargo, afirman que María es "toda santa" y que nunca cometió un pecado personal durante su vida.
La fiesta ortodoxa no es perfectamente nueve meses antes de la fiesta de la Natividad de la Theotokos (8 de septiembre) como en Occidente, sino un día después. Esta fiesta no figura entre las Grandes Fiestas del año eclesiástico, sino que es una fiesta de menor rango (Polyeleos).

## Iglesia ortodoxa de Etiopía
La Iglesia Ortodoxa Etíope celebra la fiesta de la Inmaculada Concepción el 7 de Nehasie (13 de agosto). El capítulo 96 del Kebra Nagast afirma: "Limpió el cuerpo de Eva, lo santificó e hizo en ella una morada para la salvación de Adán. María nació sin mancha, porque Él la hizo pura, sin contaminación".

## Comunidad anglicana
En la Iglesia de Inglaterra, la "Concepción de la Santísima Virgen María" puede observarse como «fiesta menor» el 8 de diciembre sin la designación religiosa de "sin pecado", "purísima" o "inmaculada". 
La situación en otras iglesias constituyentes de la Comunión Anglicana es similar, es decir, como una conmemoración menor.

## Designación como día festivo

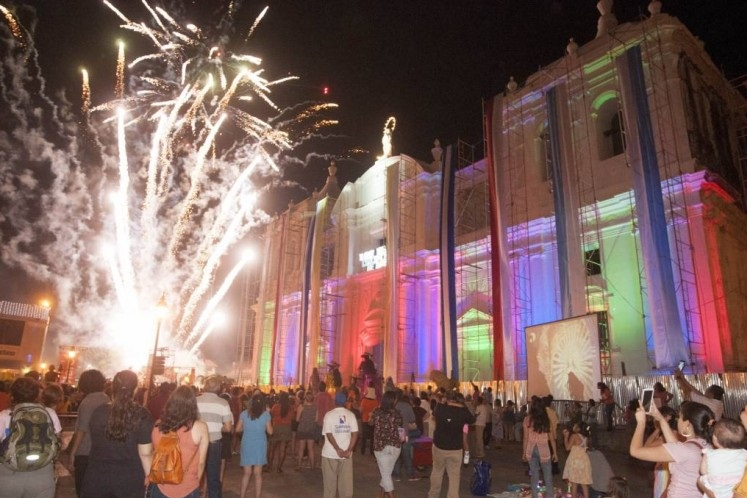
Celebración de La Gritería de la María Purísima en Leon (Nicaragua), Nicaragua

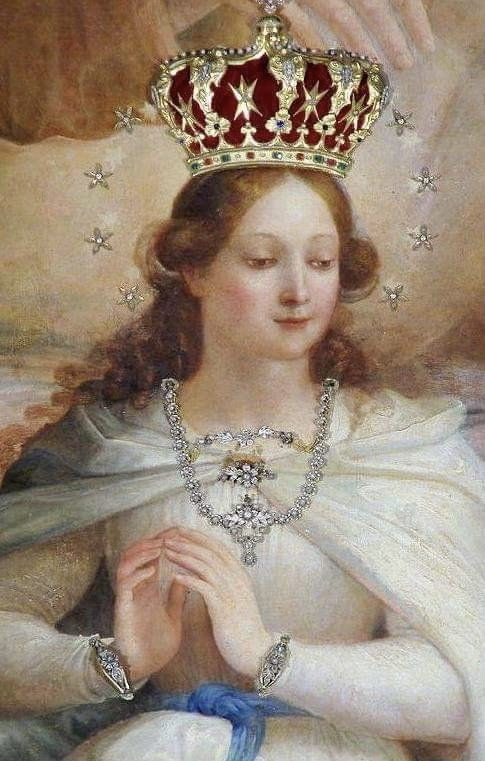
Venerada imagen mariana de la Inmaculada Concepción, coronada pontificalmente por decreto del Papa Pío X en 25 de enero de 1905. Cospicua, Malta.

La solemnidad es un día festivo registrado en los siguientes países y territorios soberanos: 
- Andorra
- Argentina
- Austria
- Chile
- Colombia — Sus gentes cocinan muchos alimentos y manjares en honor a este día.
- Guinea Ecuatorial
- Guam (USA)
- Italia  — Es fiesta nacional y, desde 1953, el Papa, en su calidad de Obispo de Roma, visita la Columna de la Inmaculada Concepción en la Plaza de España para ofrecer oraciones expiatorias en conmemoración del solemne acontecimiento. Este día marca el inicio de la temporada navideña en el país.[21]
- Liechtenstein
- Macao (China) — por el Decreto del Gobierno N.º 60/2000, publicado el 29 de septiembre de 2000 y en vigor desde el 1 de enero de 2001.[22]
- Malta
- Monaco — Se celebra con festividades gastronómicas, sobre todo en honor de las madres y las abuelas.
- Nicaragua – La solemnidad se celebra con desfiles locales y procesiones religiosas.
- Panama – Se celebra en todo el país como Día de la Madre.
- Paraguay
- Peru
- Filipinas[23] – el día se designa como día festivo no laborable en honor de la Virgen María como Patrona del país y fue firmado permanentemente en la ley constitucional como día festivo el 28 de diciembre de 2017 por el Gobierno de Filipinas.
- Portugal
- San Marino
- Seychelles
- España — Desde el 8 de noviembre de 1760, este día se considera Fiesta nacional por designación del Papa Clemente XIII.
- Suiza — En la actualidad, 13 de los 26 cantones han optado por hacer de este día un día festivo registrado de acuerdo con las leyes gubernamentales.[24]
- Timor oriental
- Ciudad del Vaticano
- Venezuela